# Estación San Javier (Chile)
San Javier es una estación que se ubica en la comuna chilena de San Javier en la Región del Maule. Fue construida junto con la unión de la vía del FC Talcahuano-Chillán y Angol con el FC Santiago-Curicó, a fines del siglo XIX. Luego pasó a formar parte de la Red Sur de Ferrocarriles del Estado, y es parte del Troncal Sur.

## Historia
La estación fue inaugurada en 1874, en función a la construcción del segmento de línea que conectaba el ferrocarril de estación Central de Santiago a estación Curicó y estación Chillán con estación Talcahuano.

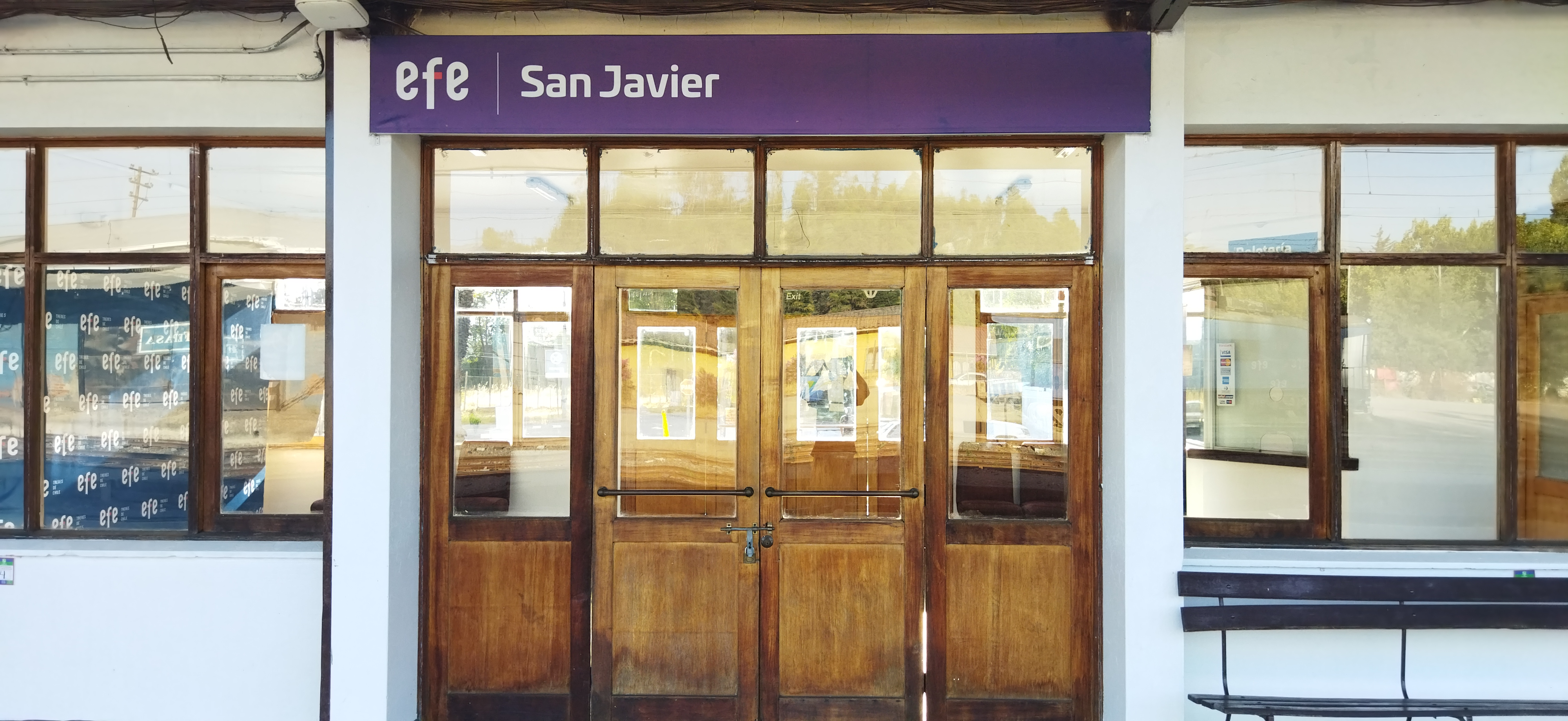
Puertas principales de la estación San Javier a inicios de 2023.

Su edificio actual fue construido en el marco de la Alianza para el Progreso al igual que otras estaciones de la Red Sur de la Empresa de los Ferrocarriles del Estado. En el año 2001 su edificio estación fue remodelado para el nuevo servicio TerraSur Chillán.
El 17 de mayo de 2019 ocurrió un incendio en uno de los vagones del servicio Terrasur que se hallaba en la estación; no hubo lesionados.
Desde marzo de 2020, con el inicio de la cuarentena por la pandemia de COVID-19, no contemplaba la detención de servicios de pasajeros, hasta que se reactivó el servicio el 7 de enero de 2023 con un acto de reinauguración gracias a gestiones realizadas por el alcalde de la comuna, Jorge Silva, y el diputado de la zona Jaime Naranjo, quienes también participaron del acto de reinauguración junto con personal de EFE.
El 10 de abril, la estación inició obras de rehabilitación, haciendo un recambio total de la infraestructura del edificio principal y los andenes. El 12 de abril de 2024, el ministro de Transporte y Telecomunicaciones, Juan Carlos Muñoz, en el contexto del inicio de las obras de la reconstrucción de la Estación Curicó, anunció la puesta en marcha del Tren Curicó-Linares para mayo de ese mismo año, incluyendo la estación San Javier como parte del nuevo circuito.

## Servicios
- TerraSur Chillán[7]
- Tren Curicó-Linares